# La novena onada
La novena onada (en rus: Девятый вал, Dyevyatiy val) és una pintura del 1850 feta pel pintor marí rus-armeni Ivan Aivazovski. És la seva obra més coneguda.
El títol es refereix a la tradició nàutica que les ones creixen més grans i més grans en una sèrie fins a l'ona més gran, la novena (o desena), on la serie torna a començar.
Representa un mar després d'una tempesta de nit i les persones que s'enfronten a la mort intentant salvar-se aferrant-se a les restes d'un vaixell naufragat. La pintura té tons càlids que redueixen les aparents connotacions amenaçadores del mar i una oportunitat per a la gent per sobreviure sembla possible. Aquesta visió positiva es veu reforçada per la semblança amb la creu cristiana d'alguns taulons on se subjecten els nàufrags.